# 悪魔城ドラキュラ ハーモニー オブ ディスペアー
『悪魔城ドラキュラ ハーモニー オブ ディスペアー』（あくまじょうドラキュラ ハーモニー オブ ディスペアー、英題: Castlevania: Harmony of Despair）は、2010年8月4日にコナミデジタルエンタテインメントからXbox LIVE アーケードで配信されたXbox 360用アクションゲーム。悪魔城ドラキュラシリーズの番外編。
PlayStation 3のPlayStation Storeへの移植版が欧米で2011年秋に配信され、日本では2012年3月29日に配信された。

## ゲーム内容
各章（全6章）30分の制限時間内にマップを攻略してボスを倒すのを目指す、探索型をベースにした2Dサイドビューのステージクリア型アクション。スキルやアイテムでキャラクターを強化していくハックアンドスラッシュ要素が強い。オンラインでのマルチプレイにも対応しており、シリーズ初の6人同時協力プレイが可能。
ニンテンドーDSで発売されていた3作品（『悪魔城ドラキュラ 蒼月の十字架』『悪魔城ドラキュラ ギャラリー オブ ラビリンス』『悪魔城ドラキュラ 奪われた刻印』）のDSグラフィックのドット絵ステージマップを再構成して本作用に作り直されたステージマップを、同じくDS版3作品に登場の操作キャラクターだったプレイヤーキャラクター（DS版に登場してなかったシモンと月風魔も追加）の中から選んで操作し、各章ステージマップ探索しボスを倒してクリアするマルチプレイゲームで、特定の主人公やストーリーはない。

## システム

### アクションゲーム画面
さまざまな怪物が徘徊し、罠や仕掛けの設置された「悪魔城」のどこかで待ち構えているボスモンスターの元へ制限時間内に辿り着き、倒せばステージクリア。従来の悪魔城ドラキュラシリーズは1人プレイが基本だったが、本作ではオンライン多人数同時協力プレイが可能になっている。プレイヤーキャラクターは能力の異なる11人から1人選択する。1人でも攻略は可能だが、複数のキャラクターが協力しあうことでコースをショートカットできたり、強力な敵を素早く倒せたりといったメリットがある。
いずれのキャラクターにも成長要素があり、能力値はキャラクターの成長に応じて上昇するほか、武器や防具の装備、魔法の習得、サブウェポンの使用などによってより強くなって行く。2段ジャンプやスライディングは全キャラクターが使用可能である。
赤いHPゲージの下には緑のMPゲージが表示されている。MPは魔法を使用することに減少するが、時間と共に回復する。本作ではサブウェポンもハートではなくMPの消費で使用する。設置されている蝋燭や照明を壊すとハートが出現することがあるが、これを取ることでもMPを回復することができる。ステータス画面の下のマークは属性ダメージへの耐性を意味し、全部で11の属性がある。モンスター図鑑では弱点の属性は赤で、耐性のある属性は青で表示される。
悪魔城内部には宝箱が落ちており、中からはアイテムやお金が入手できる。協力プレイ時は誰かが宝箱を開ければ全員がアイテムを入手できる。
制限時間内にボスを倒せなかったり、HPが0になるとステージの攻略は失敗となりメニュー画面に戻る。ただし、入手したアイテムや覚えた魔法、武器の熟練度などはそのまま保存される。

### メニュー画面
メニュー画面では装備しているアイテムや魔法の変更が可能。またショップでアイテムを購入したり、不要なアイテムを売却することもできる。魔物図鑑では倒した魔物を、アイテム図鑑では入手したアイテムを図鑑形式で閲覧できる。入手したアイテムは全キャラクターで共有される。防具は基本的にどのキャラクターでも装備可能だが、武器や魔法は特定のキャラクターの専用装備になっているものが多く、使い回しができない。
ゲーム開始前だけでなく、ゲーム中にもスタート地点等に設置された本からメニュー画面に入ることもできるが、時間は経過し続ける。

### ゲームモード
ローカルプレイ
インターネットに接続せず、オフラインでプレイする。XB360版は1人プレイのみのため「シングルモード」という名前だったが、PS3版ではオフラインでも4人までの協力プレイが可能になったため「ローカルプレイ」に改名された。様々なトラップ、モンスターが徘徊する悪魔城を攻略し、制限時間内にボスキャラクターを倒すのが目的。HPが0になるか残り時間が0になるとゲームオーバー。
オンラインプレイ・協力モード
インターネットに接続し、オンラインでプレイする。6人までの協力プレイが可能。基本的なルールはローカルプレイと同じ。HPが0になったキャラクターはスケルトンとなるが、仲間が蘇生アイテムの「生命の霊薬」を使うことで復活できる。「生命の霊薬」は協力プレイ時のみ青い宝箱から出現し、プレイヤー1人につき1つだけ持つことができる。また、使用しなくてもステージクリア時に自動的に破棄される。スケルトンとなったキャラクターのHPが0になると残り時間を消費して墓場から再びスケルトンとして復活する。ただし、全員がスケルトンになるとゲームオーバーとなる。
オンラインプレイ・サバイバルモード
インターネットに接続し、オンラインでプレイする。6人までの対戦プレイが可能。プレイヤー同士で戦う。
ランキング
登録されたスコアランキングを閲覧できる。ローカルプレイの上位5名については記録されたリプレイデータをダウンロードすることも可能。
リプレイ
ローカルプレイで保存されたゲームのリプレイを見ることができる。
遊び方＆オプション
本作はダウンロード専用のため、操作説明などはこの項目で調べることができるようになっている。また、キーアサインの変更や、BGMの設定などもこの項目で行う。
コンテンツをダウンロード
追加コンテンツをダウンロードすることができる。

### ダウンロードコンテンツ
Xbox 360版では2010年9月29日から2011年2月2日にかけて、追加ダウンロードコンテンツが8回に分けて配信された。PS3版では2012年3月29日のゲーム本体と同時に全てのダウンロードコンテンツの配信も開始された。追加キャラクター、追加マップ、追加BGMパックを有料でダウンロードできた。

## ストーリー
500年以上に渡る悪魔城の歴史を綴った呪われた本。魔王ドラキュラと戦った善なる記録 - ベルモンド一族やその仲間達は悪魔たちを滅ぼすため、呪われた本の中に現れた悪魔城に挑む。

## キャラクター
キャラクターはダウンロード専用を含めると全11人で、成長の仕方や装備品の種類などが異なる。
初期使用可能キャラ
来須 蒼真（Soma Cruz）
声：緑川光
『悪魔城ドラキュラ 蒼月の十字架』などより。
両手に武器の装備が可能な青年。また、魔物を倒すとソウルが入手できることがあり、それによって能力を強化できる。バレットソウルはMPを消費して魔物の技を使うことができる。パーソナルスキルのガーディアンソウルは使い魔を召喚し、戦わせることができるがMPを消費する。エンチャントソウルは装備するだけで能力を強化できる。ソウルは全91種類あり、1つにつき9個まで入手できる。
アルカード（Alucard）
声：置鮎龍太郎
『悪魔城ドラキュラX 月下の夜想曲』などより。
武器、盾の装備が可能なダンピール。また、特定の魔物や宝箱から暗黒魔法を記した巻物を入手できることがある。暗黒魔法は同じものを複数入手することも可能で、所持数に比例して強くなる。パーソナルスキルは霧変身で、MPを消費して敵の攻撃を回避する。
ジョナサン・モリス（Jonathan Morris）
声：櫻井孝宏
『悪魔城ドラキュラ ギャラリー オブ ラビリンス』より。
聖なる鞭ヴァンパイアキラーを使う男。ジャンプ中は斜め下にも鞭を打てる。ナイフ、斧、クロスなどシリーズ定番のサブウェポンの他、鎖付き鉄球、コンバットボムなども使用可能で、使うたびに熟練度が上がり強くなる。また、宝箱からマーシャルアーツの巻物を入手することで、新たな技を使えるようになる。パーソナルスキルはガード。
シャノア（Shanona）
声：桑島法子
『悪魔城ドラキュラ 奪われた刻印』などより。
女魔術師。敵が使う魔法や武術を吸収し、自分のものにできる魔法の武器グリフを用いる。覚えた魔法は使い続けることで熟練度が上昇し、強くなる。また、パーソナルスキルである「キルクルス」はほかのキャラクターでは移動できない場所への移動を可能とする。
シャーロット・オーリン（Charlotte Aulin）
声：かかずゆみ
『悪魔城ドラキュラ ギャラリー オブ ラビリンス』より。
封印の書を使う魔法使いの少女。敵の技を吸収して自らの手中に収める「封印魔法」を使う。また、敵の魔法を封印する魔法の盾を出現させることができる。熟練度は無く、同じ魔法を封印することで強くなる。

追加ダウンロードコンテンツで使用可能となるキャラ
Xbox 360版では、オンラインプレイ時で自分がダウンロードしていない追加コンテンツのキャラクターを相手が使用していた場合、自分のプレイ画面で相手のキャラクターのグラフィックが黒いアックスアーマーになる。
ユリウス・ベルモンド（Julius Belmont）
声：稲田徹
『悪魔城ドラキュラ 蒼月の十字架』などより。
聖なる鞭を使うベルモンド一族の男。方向キーとの組み合わせで鞭の振る方向を変更できる。また、磁石の側でR1ボタンを押すことで、鞭を引っかけて移動することができる。マーシャルアーツ、サブウェポンも使用可能で、サブウェポンは熟練度で強くなる。
リヒター・ベルモンド（Richter Belmont）
声：梁田清之
『悪魔城ドラキュラX 血の輪廻』などより。
聖なる鞭を使うベルモンド一族の男。□ボタンを押しながら方向キーを押すことで、鞭を振り回すことができる。マーシャルアーツ、サブウェポンも使用可能でサブウェポンは熟練度で強くなる。パーソナルスキルはスピンキック。
ヨーコ・ヴェルナンデス（Yoko Belnades）
声：高梁碧
『悪魔城ドラキュラ 蒼月の十字架』などより。
ヴェルナンデスの杖を使う女魔法使い。ハンタースキルとして方向キーと○ボタンの組み合わせで炎・氷・雷の3種類の魔法を使用可能。魔法は使うほどに熟練度が上昇し、強くなる。
マリア・ラーネッド（Maria Renard）
声：斎藤千和
『悪魔城ドラキュラX 血の輪廻』などより。
四聖獣の力を使う少女。武器は主に白鳩を使うが、ハンタースキルとして青龍、朱雀、白虎を召喚する魔法と、聖歌を使う。魔法は使うほどに熟練度が上昇し、強くなる。マーシャルアーツも使用可能。パーソナルスキルは玄武となって身を守る。
シモン・ベルモンド（Simon Belmont）
『悪魔城ドラキュラ』などより。
有名なベルモンド一族の青年。イラストはPS版『悪魔城年代記 悪魔城ドラキュラ』のものだが、ドット絵はFC版のもの。鞭は前方のみにしか振れないが、攻撃力が高い。最初から5種類のサブウェポンを使用可能で、熟練度で強くなる。
月 風魔（Getsu Fuma）
悪魔城ドラキュラシリーズのキャラクターではなく、同じコナミのアクションゲーム『月風魔伝』からのゲスト出演。波動剣から大念動波を飛ばして攻撃する。方向キーと○ボタンの組み合わせで手裏剣や守り太鼓など独自のサブウェポンが使用可能。サブウェポンは熟練度で強くなる。

## 開発
本作は携帯ゲーム機であったDS版での2Dドット絵をハイデフ（HD）の大きな画面に並べたらどうなるのかという開発コンセプトから作られた。Xbox Liveなどでは公式に「悪魔城ドラキュラ HD」と略されている。

### 主なスタッフ
- プロデューサー: IGA（五十嵐孝司）
- ディレクター: Shutaro（飯田周太郎）
- チーフプログラマー: 中山宝
- ミュージシャン: 広野智章、三浦憲和、佐藤敦史、安慶名伸行、伊藤泰久、藤森崇多、市橋康弘、古沢利久
- イラストレーター: 小島文美

## 関連商品
悪魔城ドラキュラ Harmony of Despair オリジナルサウンドトラック
2011年1月13日発売。一般流通販売ではなく、コナミの通販サイトのコナミスタイル専売。ダウンロード楽曲を含めた全40曲を収録した（FC版の曲やクリア時の曲などは収録されていない）本作のオリジナルサウンドトラックCD。

## 評価
ライターのChihiroは「4Gamer.net」に寄せた記事の中で、本作の探索要素はやや薄れている一方、アイテム集めに焦点が当てられていると述べている。これについてChihiroは今までのような広い探索型のマップではマルチプレイがしづらいため、それを考慮したのだろうと分析しつつもこれはこれで面白いと評価している。
本作では画面の拡大率を変更することができ、ゲーム開始時点ではマップ全体が表示されているのだが、Chihiroはこの状態でも遊べるものの、敵との距離感がつかみにくくてかなり難しかったと述べている。また、Chihiroは28インチのHDディスプレイで、解像度をD3（1920×1080ドット）にして遊んだ際、キャラクターが豆粒のようになってしまったとしている。